# Wiedźmin (seria gier komputerowych)
Wiedźmin – seria gier komputerowych i mobilnych stworzona przez studio CD Projekt Red na motywach Sagi o wiedźminie autorstwa Andrzeja Sapkowskiego. Składa się z trzech gier głównych, kilku spin-offów oraz komiksów. Chociaż Sapkowski chwalił scenarzystów i napisaną przez nich fabułę gier, stwierdził, że są niezależnymi utworami zrealizowanymi na podstawie jego twórczości, przedstawione w nich wydarzenia są niekanoniczne i nie stanowią ciągu dalszego jego pięcioksięgu, a w przypadku ewentualnej kontynuacji sagi nie będzie brał ich pod uwagę.
Trzy główne gry uznawane są za trylogię poświęconą Geraltowi z Rivii. Akcja pierwszej z nich rozgrywa się kilka lat po wydarzeniach z książki Pani Jeziora, a punktem wyjścia dla całej opowieści jest powrót Geralta z Wyspy Jabłoni, niepamiętającego jednak niczego, co stało się przed jego oprzytomnieniem. Przez następne miesiące stara się odzyskać pamięć, przy okazji angażując się w różne rodzaje aktywności, które wpłyną na przyszłość kontynentu. Podobnie jak w Sadze o wiedźminie, w grach komputerowych ważnymi motywami są rasizm i ksenofobia wobec „nieludzi”, zmuszanych do mieszkania w gettach, polityka oraz negatywny stosunek do magów i magii, przede wszystkim ze strony fanatyków religijnych.

## Lista gier
| Gra                                       | Windows | macOS | Linux | PS4 | X360 | XONE | AND | iOS | WWW | MOB |
| ----------------------------------------- | ------- | ----- | ----- | --- | ---- | ---- | --- | --- | --- | --- |
| Wiedźmin (2007)                           | T       | T     | N     | N   | N    | N    | N   | N   | N   | N   |
| Wiedźmin: Krwawy szlak (2007)             | N       | N     | N     | N   | N    | N    | N   | N   | N   | T   |
| Wiedźmin: Versus (2008)                   | T       | T     | T     | N   | N    | N    | N   | N   | T   | N   |
| Wiedźmin 2: Zabójcy królów (2011)         | T       | T     | T     | N   | T    | N    | N   | N   | N   | N   |
| The Witcher Battle Arena (2014)           | N       | N     | N     | N   | N    | N    | T   | T   | N   | N   |
| Wiedźmin: Gra przygodowa (2014)           | T       | N     | N     | N   | N    | N    | T   | T   | N   | N   |
| Wiedźmin 3: Dziki Gon (2015)              | T       | N     | N     | T   | N    | T    | N   | N   | N   | N   |
| Gwint: Wiedźmińska gra karciana (2018)    | T       | N     | N     | N   | N    | N    | T   | T   | N   | N   |
| Wojna Krwi: Wiedźmińskie opowieści (2018) | T       | N     | N     | T   | T    | N    | T   | T   | N   | N   |

### Główna seria

#### Wiedźmin (2007)

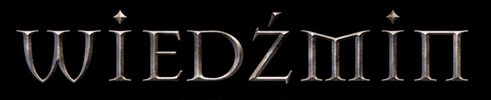
Logo gry

Pierwszym polskim studiem, które zamierzało stworzyć komputerową wersję uniwersum Sapkowskiego, było Metropolis Software. Wiedźmin autorstwa tego studia miał zostać wydany w 1997 roku i być przygodową grą akcji, jednak prace nad grą zostały ostatecznie anulowane, ponieważ autorzy obawiali się, że będzie ona miała niską popularność za granicą.
Po niepowodzeniu Metropolis prace nad grą rozpoczęło studio CD Projekt Red. 10 lipca 2002 w Internecie pojawiły się pierwsze pogłoski na temat Wiedźmina, według których miał być on grą akcji z elementami gry fabularnej. Nacisk w niej miał zostać położony na fabułę i widowiskową walkę. Początkowo za tworzenie gry i scenariusz byli odpowiedzialni Jacek Komuda i Maciej Jurewicz. Planowano, że gra będzie działać na silniku autorskim, a świat gry zostanie przedstawiony w widoku izometrycznym. Koncepcje dotyczące gry i scenariusz często były zmieniane. Zmieniał się również skład osobowy studia. Głównym projektantem gry został Michał Madej, a głównym autorem scenariusza – Artur Ganszyniec. Wizerunek Geralta stworzył rysownik Przemysław Truściński. Twórcą filmu wprowadzającego do Wiedźmina został Tomasz Bagiński. Ogółem budżet gry wyniósł 19,1 miliona złotych.
Gra zadebiutowała na komputerach osobistych pod koniec października 2007 i spotkała się z pozytywnym przyjęciem krytyków – zarówno północnoamerykańskich, jak i europejskich. Światowym wydawcą gry zostało Atari, z kolei w Polsce wydana została przez firmę-matkę, CD Projekt. We wrześniu 2008 ukazała się Edycja rozszerzona, zawierająca m.in. dodatkowe przygody. Na jesień 2009 roku planowano wersję konsolową, Wiedźmin: Powrót Białego Wilka, produkcję jednak anulowano wiosną 2009.

#### Wiedźmin 2: Zabójcy królów (2011)
Produkcja Wiedźmina 2 rozpoczęła się zaraz po zakończeniu prac nad pierwszą częścią. Przy jego tworzeniu brała udział inna ekipa niż podczas prac nad pierwowzorem. Ze starego składu tworzącego pierwszą część serii pozostało około 50 osób, co było spowodowane po części zwolnieniami zaistniałymi po przerwaniu prac nad Powrotem Białego Wilka. Gra ukazała się na rynku w maju 2011 na komputerach osobistych. W Polsce gra ponownie wydana została przez CD Projekt, Atari dystrybuowało ją jednak jedynie w Ameryce Północnej, podczas gdy w Europie – Bandai Namco Games. Gra dostępna była również w dystrybucji cyfrowej, m.in. za pośrednictwem platform Steam i Good Old Games. W kwietniu 2012 tytuł doczekał się edycji rozszerzonej, zawierającej usprawnienia graficzne i dodatkową zawartość, która wydana została również na konsoli Xbox 360.

#### Wiedźmin 3: Dziki Gon (2015)
Ostatnia odsłona trylogii poświęconej Geraltowi, która trafiła na rynek w maju 2015. Jej akcja rozgrywa się pół roku po finale Zabójców królów podczas kolejnej wojny Cesarstwa Nilfgaardu z Królestwami Północy i koncentruje się na poszukiwaniach Cirilli, przybranej córki Geralta, ściganej przez Dziki Gon. Gra wprowadza niewystępujące wcześniej w grach postaci znane z Sagi o wiedźminie, w tym m.in. Yennefer z Vengerbergu, Cirillę, Myszowora i Cracha an Craite. W odróżnieniu od poprzednich części, oferuje otwarty świat, podzielony na kilka większych stref – Biały Sad, Velen (w tym Oxenfurt i Novigrad), wyspy Skellige i Kaer Morhen. Jako jedyna odsłona doczekała się płatnych rozszerzeń fabularnych – Serca z kamienia (październik 2015) oraz Krew i wino (maj 2016), które rozbudowywały podstawową wersję gry o ponad trzydzieści godzin dodatkowej zawartości, zaś drugi z nich dodawał kolejną rozległą lokację – księstwo Toussaint.

#### Wiedźmin IV (w produkcji)
W 2022 CD Projekt Red ogłosił rozpoczęcie prac nad Project Polaris – kolejną odsłoną serii mającą dać początek nowej sadze. W grudniu 2024 opublikowano pierwszy zwiastun gry ujawniający, że zatytułowana będzie Wiedźmin IV, a jej główną bohaterką i grywalną postacią będzie Ciri. W odróżnieniu od Zabójców królów i Dzikiego Gonu, stworzonych na autorskim silniku, część czwarta powstaje na Unreal Enginie 5. W czerwcu 2025 opublikowano na YouTubie demo technologiczne, przedstawiające możliwości techniczne silnika gry.

### Pozostałe

#### Wiedźmin: Krwawy szlak (2007)
Wydana 1 października 2007 gra mobilna osadzona w uniwersum wykreowanym przez CD Projekt Red, stworzona przez MNI S.A. i łącząca w sobie elementy dwuipółwymiarowej platformówki z grą fabularną. Gracz kieruje w niej młodym Geraltem, który niedawno ukończył Próbę Traw i został pełnoprawnym wiedźminem. Oferowała ona możliwość stoczenia walk z jedenastoma potworami z komputerowego Wiedźmina, używania wiedźmińskich znaków, warzenia eliksirów oraz trzy tryby rozgrywki: „Historia”, „Przygoda” i „Arena”. Podzielona była na 12 poziomów i cztery duże lokacje.

#### Wiedźmin: Versus (2008)
22 sierpnia 2008 opublikowana została gra przeglądarkowa Wiedźmin: Versus opracowana przez studio one2tribe. Gracz zdobywał w niej doświadczenie poprzez walkę wzorowaną na oryginalnym Wiedźminie i wykonywaniu misji, kierując jedną z trzech postaci: wiedźminem, czarodziejką lub przerazą. Gra oferowała również możliwość starcia się z innymi graczami. W marcu 2011 wydana została na urządzenia z systemem iOS. Pod koniec maja 2012, po zakończeniu współpracy pomiędzy CD Projekt Red a one2tribe, gra przestała funkcjonować.

#### Wiedźmin: Gra przygodowa (2014)
Komputerowa wersja gry planszowej zaprojektowanej przez Ignacego Trzewiczka, przeznaczona na urządzenia mobilne i komputery, opracowana przez CD Projekt Red i studio Can Explode. Gracz wciela się w jedną z czterech postaci – Geralta, Triss Merigold, Jaskra lub Yarpena Zigrina – i rozgrywa scenariusze przygód, starając się wygrać z pozostałymi graczami. Gra oferuje możliwość rozgrywki z postaciami sterowanymi przez komputer lub z innymi osobami – zarówno poprzez Internet, jak i w trybie „gorącego krzesła”.

#### The Witcher Battle Arena (2015)
Przeznaczona na urządzenia mobilne z systemami Android i iOS gra z gatunku multiplayer online battle arena, wydana w systemie free-to-play. Osadzona w uniwersum gier z serii Wiedźmin, pozwala toczyć pojedynki znanymi z niego postaciami.

#### Gwint: Wiedźmińska gra karciana (2018)
Samodzielna gra komputerowa inspirowana grą karcianą gwint, opracowana na potrzeby Dzikiego Gonu jako dodatkowa minigra. Pierwsze doniesienia o niej pojawiły się na początku czerwca 2016, a oficjalnie potwierdzona i zapowiedziana została 13 czerwca podczas targów Electronic Entertainment Expo. Wydana została na platformach Microsoft Windows (2018), PlayStation 4 (2018), Xbox One (2018), iOS (2019) oraz Android (2020). W 2019 roku CD Projekt Red, studio odpowiedzialne za grę, postanowiło zrezygnować ze wsparcia dla Gwinta na konsole PlayStation 4 i Xbox One. Gra różni się od gwinta, w którego można było zagrać w Dzikim Gonie. Zmienione zostały oprawa wizualna i muzyczna, a karty są animowane i udźwiękowione. Gra oparta jest na modelu free-to-play z opcjonalnymi mikropłatnościami. Produkcja doczekała się 7 rozszerzeń, zatytułowanych: Krwawa klątwa, Novigrad, Żelazna wola, Kupcy Ofiru, Pan Lusterko, Wiedźmini oraz Cena władzy, który był zestawem podzielonym na trzy mniejsze dodatki: Dawno temu na stosie, Przewrót na Thanedd i Żniwa cierpienia. Planowany był, jako samodzielna kampania dla jednego gracza, dodatek Wojna Krwi: Wiedźmińskie opowieści, jednak ostatecznie wydany został jako samodzielna gra.

#### Wojna krwi: Wiedźmińskie opowieści (2018)
Gra łącząca elementy gry w gwinta i kampanii fabularnej, w której gracz, jako królowa Meve, toczy potyczki z Nilfgaardem. Została wydana na platformach Microsoft Windows (2018), PlayStation 4 (2018), Xbox One (2018), Nintendo Switch (2020), iOS (2020) i Android (2021).

## Odbiór
| Gra                          | GameRankings                        | Metacritic                          |
| ---------------------------- | ----------------------------------- | ----------------------------------- |
| Wiedźmin: Edycja rozszerzona | 86%                                 | 86/100                              |
| Wiedźmin 2: Zabójcy królów   | PC: 88/100 X360: 87/100             | PC: 88% X360: 87%                   |
| Wiedźmin 3: Dziki Gon        | PC: 92,11% XONE: 90,70% PS4: 92,23% | PC: 93/100 XONE: 91/100 PS4: 92/100 |
| Wiedźmin: Versus             | iOS: 60%                            | iOS: 56/100                         |
| The Witcher: Battle Arena    | iOS: 62,22%                         | iOS: 63/100                         |
| Wiedźmin: Gra przygodowa     | PC: 67,6% iOS: 67,6%                | PC: 68/100 iOS: 65/100              |

Gry składające się na trylogię zostały przyjęte bardzo pozytywnie ze strony krytyków, na wszystkich platformach docelowych zbierając wysoką średnią ocen, nie spadającą poniżej 86%.
Do lutego 2015 dwie pierwsze części gry sprzedały się w ponad ośmiu milionach egzemplarzy na całym świecie. Podsumowując rok 2016 CD Projekt zdradził, że na świecie sprzedano ponad 20 milionów egzemplarzy wszystkich trzech części, z czego ponad połowa przypada na Dziki Gon. W marcu 2016, po zdobyciu 250. tytułu gry roku i zdeklasowaniu poprzedniego rekordzisty – The Last of Us – Dziki Gon stał się najbardziej utytułowaną grą komputerową w historii.

## Inne
Na podstawie gier zrealizowanych zostało kilka komiksów. Pierwszy z nich, Wiedźmin: Racja stanu, inspirowany oprawią wizualną Wiedźmina 2: Zabójców królów, wydany został nakładem wydawnictwa Egmont w 2011 roku, a rok później, pod tytułem The Witcher 2 Interactive Comic Book, trafił na urządzenia mobilne jako interaktywny komiks. W późniejszym czasie CD Projekt Red nawiązał współpracę z amerykańskim wydawnictwem Dark Horse Comics. W październiku 2014 ukazał się pierwszy numer pięciozeszytowego komiksu Wiedźmin: Dom ze szkła, w Polsce wydanego przez wydawnictwo Egmont i dostępnego również w formie słuchowiska. Od kwietnia do sierpnia 2015 wydawany był komiks Wiedźmin: Dzieci lisicy, zrealizowany na podstawie fragmentu powieści Sezon burz. We współpracy z wydawnictwem Dark Horse wydano również komiksy Wiedźmin: Jak zabijać potwory (2015) i Wiedźmin: Rachunek sumienia oraz publikację Wiedźmin: Kompendium o świecie gier, w Polsce wydaną przez Agorę.